# Podział administracyjny Kościoła katolickiego w Ekwadorze

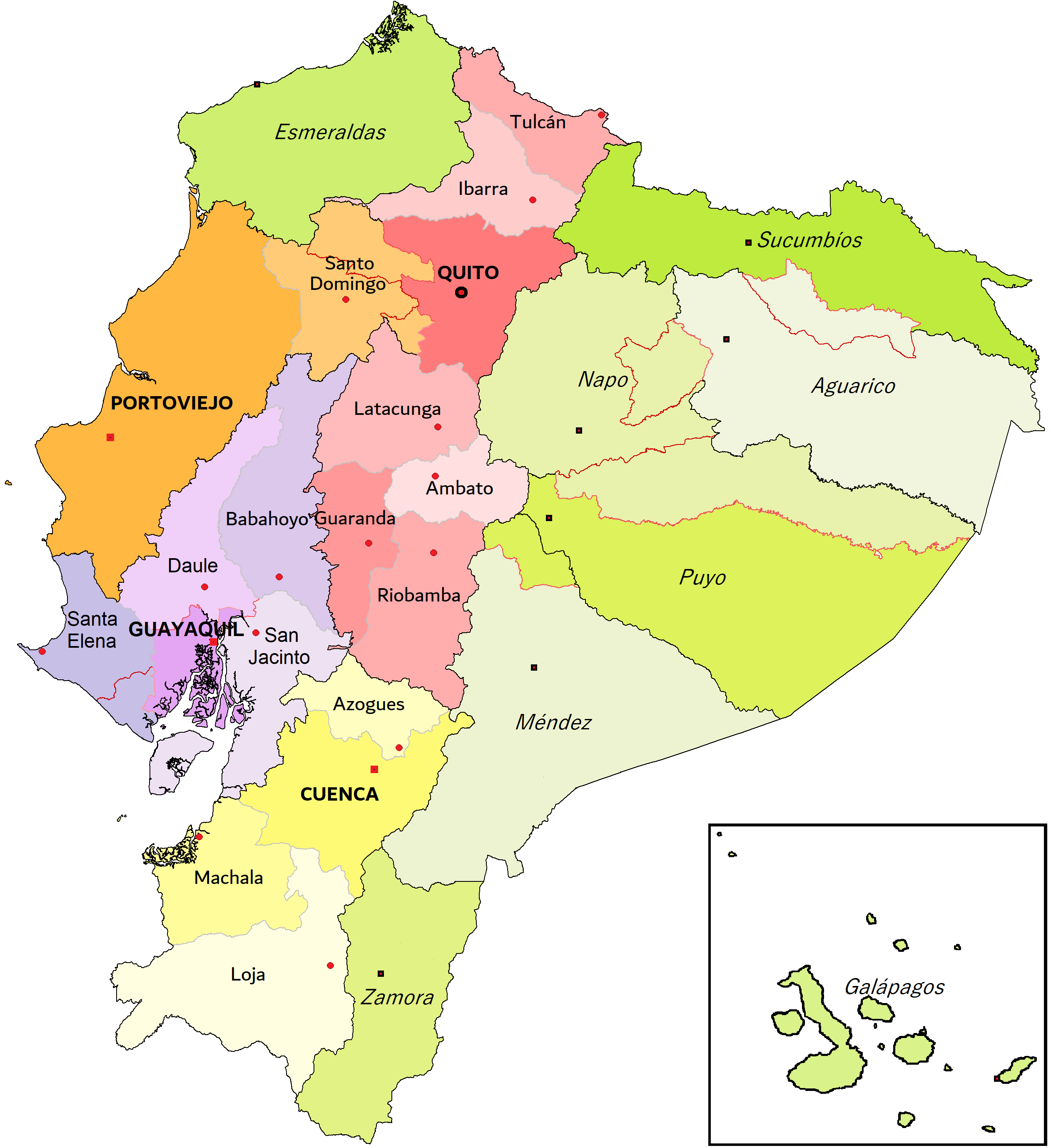
Podział administracyjny Kościoła katolickiego w Ekwadorze.

Podział administracyjny Kościoła katolickiego w Ekwadorze – w ramach Kościoła katolickiego w Ekwadorze funkcjonują obecnie cztery metropolie, w których skład wchodzą cztery archidiecezje i jedenaście diecezji. Ponadto istnieje osiem wikariatów apostolskich i wojskowy ordynariat polowy podlegające bezpośrednio do Rzymu. 
Jednostki administracyjne Kościoła katolickiego obrządku łacińskiego w Ekwadorze:

## Metropolia Cuenca
- Archidiecezja Cuenca
  - Diecezja Azogues
  - Diecezja Loja
  - Diecezja Machala

## Metropolia Guayaquil
- Archidiecezja Guayaquil
  - Diecezja Babahoyo
  - Diecezja Daule
  - Diecezja Santa Elena
  - Diecezja San Jacinto de Yaguachi

## Metropolia Portoviejo
- Archidiecezja Portoviejo
  - Diecezja Santo Domingo

## Metropolia Quito
- Archidiecezja Quito[1]
  - Diecezja Ambato
  - Diecezja Guaranda
  - Diecezja Ibarra
  - Diecezja Latacunga
  - Diecezja Riobamba
  - Diecezja Tulcán

## Diecezje podległe bezpośrednio doRzymu
- Ordynariat Polowy Ekwadoru
- Wikariat apostolski Aguarico
- Wikariat apostolski Esmeraldas
- Wikariat apostolski Galapagos
- Wikariat apostolski Méndez
- Wikariat apostolski Napo
- Wikariat apostolski Puyo
- Wikariat apostolski San Miguel de Sucumbíos
- Wikariat apostolski Zamora en Ecuador